# 최문자
최문자(1958년 11월 23일~)는 대한민국의 성우이다. 1980년 KBS 16기 공채 성우로 데뷔하였다.

## 출연 작품
굵은 글씨는 메인 캐릭터.

### TV 애니메이션
- 4학년 2반 아이들 (EBS) - 아서
- 개구리 왕눈이 (SBS) - 뭉치
- 겟 백커스 (XTM)
- 고스트 바둑왕 (KBS) - 송진욱
- 곰이 되고 싶어요 (KBS) - 인간 엄마
- 공각기동대 - Stand alone complex (애니원)
- 구름처럼 바람처럼 (투니버스) - 옥천
- 기파이터 태랑 (MBC) - 파라
- 꾸루꾸루와 친구들 (KBS) - 꾸루꾸루
- 날아라 팬코 (애니원)
- 내 사랑 무스티 (KBS) - 토끼
- 녹색전차 해모수 (KBS) - 메리헌터
- 달빛천사 (투니버스) - 루나 할머니, 신디
- 달의 요정 세일러문 (KBS) - 리타(키노 마코토) / 세일러 쥬피터, 세라 엄마, 메탈리아, 생명이 열리는 나무, 펫츠, 시프린, 지르코니아, 갤럭시아, 카오스
- 당근소년 헨리 (EBS) - 다윈, 엄마
- 데스노트 (애니박스) - 렘
- 돌고래 요정 티코 - 쉐릴
- 드래곤볼Z - 프리저
- 디어 브라더 (투니버스) - 이소연
- 또또와 유령친구들 (SBS) - 또또
- 들장미 소녀 린 (SBS) - 모드린(토마스, 메어리의 엄마), 잔느(소피엄마), 비비안
- 라즈베리 타임즈 (SBS) - 민트, 바질
- 레스톨 특수구조대 (KBS) - 레스 사령관
- 레카 삼국지 (MBC)
- 롤러왕 파워킹 (SBS)
- 루팡 3세 (투니버스) - 마담 루이사
- 마기 (카툰네트워크) - 할머니(족장)
- 마법기사 레이어스 - 선우지나, 어린 페리오, 프리메라
- 마법소녀 아르스 (애니맥스) - 그랜드마스터
- 마법소녀 위치 (SBS) - 티라니
  - 마법소녀 위치 2기 (애니원) - 티라니
- 마법의 성 (KBS) - 칼로타
- 마스크 (비디오) - 페기 브랜트
- 메가레인저 (SBS) - 티나
- 명탐정 코난 (KBS, 애니맥스, 투니버스) - 가정부(애니맥스), 우혜숙(투니버스)
- 몬스터 (투니버스) - 터키 여인
- 무지개 요정 큐티하니 (SBS)
- 미소녀 전사 익셀리온 (투니버스) - 나미
- 바비의 호두까기 인형 (SBS) - 클라라 고모, 부엉이
- 바스토프 레몬 - 리들, 헤스티아
- 반드레드 (애니원) - 아마로
- 방가방가 햄토리 (SBS) - 쿨쿨이, 모자, 딩가딩(후반부)
- 별나라 수퍼 쭈리 (MBC) - 쭈리
- 블리치 (애니맥스) - 리린, 타츠키, 어린 우류, 요루이치(인간)
- 빨강머리 앤 (EBS) - 마릴라, 펠릭스
- 삐까뽀 친구들 (KBS) - 전자계산기 수리
- 뿅뿅요정 하니 (어린이TV) - 하니
- 사랑의 천사 웨딩피치 (SBS) - 레인 데빌라, 피치 엄마
- 사무라이 디퍼 쿄우 (XTM) - 오쿠니, 도키토, 샤토라, 고타로
- 사이버맨 8 (투니버스)
- 성춘향뎐 (KBS) - 월매
- 세인트 세이야 오메가 (재능TV) - 샤이나
- 소피는 말썽꾸러기 (EBS) - 장, 로즈버그 부인
- 수학탐험대 (EBS) - 앰버
- 수호요정 미셸 (KBS) - 칼라
- 슈퍼 씽씽캅 (KBS) - 몬스터 여왕
- 스모모모모모모 ~지상최강의 신부~ (애니박스) - 다락할멈
- 신비아파트: 고스트볼의 비밀 (투니버스) - 영환, 영지의 할머니
- 신세기 에반게리온 - 아카기 리츠코
- 아기곰 루도빅 (KBS) - 엄마
- 아짱 쥬리 (SBS) - 버트
- 알쏭달쏭 빅터 (SBS) - 할머니, 푸루티
- 야호 응가네 (EBS) - 오로라
- 엑소특공대 (SBS) - 리타 토레스
- 엘리먼트 헌터 (KBS)
- 엘리의 야생탐험 (EBS) - 마리안 손베리
- 여신전사 (투니버스) - 리프밀러
- 오리대장 꽉꽉 (SBS)
- 오거스 (투니버스) - 샤이
- 올림포스 가디언 (SBS) - 네메시스(18화)
- 요랑아 노래하자(KBS) - 피터펜
- 요술공주 밍키 (SBS) - 유괴범 신고한 아줌마
- 유니크론과 변신로보트 (KBS) - 알씨
- 유령성의 오싹오싹 이야기 (EBS) - 피터
- 유리가면 OVA (애니원) - 난희
- 유유백서 (애니박스) - 치퉁
- 은반의 수호천사 (애니맥스) - 미시로 유키에
- 이누야샤 (애니원) - 퇴마사 (85화)
- 잠수함 707 OVA (애니박스) - 고로, 캐서린, 아이
- 전설의 총사 아스타 (재능TV) - 상드리용, 한스
- 천하무적 오보트 (SBS)
- 츠바사 크로니클 (투니버스) - 귀신
- 카드왕 믹스마스터 (KBS) - 포이
- 카드캡터 체리 (SBS) - 임창하(다이도우지 소노미), 스피넬 썬(평상시), 최우규(야마자키 타카시)
- 코바토 (애니맥스) - 치토세
- 코지 코지 (애니맥스) - 주전자
- 크리스탈요정 지스쿼드 (SBS) - 뚱녀, 그린들
- 탐정학원 Q (투니버스) - 아사쿠라
- 태극천자문 (KBS) - 아우라 공주, 가면전사, 코모루카 장로
- 테니스의 왕자 (투니버스) - 스미레 선생님
- 트라이킹덤 (KBS) - 곽사
- 파워퀀텀맨 (KBS) - 시현 엄마
- 포트리스 (SBS) - 다그
- 후레쉬 프리큐어! (애니원) - 노사
- 해파리 공주 (애니박스) - 치에코
- 헌터X헌터 리메이크 (애니맥스) - 미트
- 흑마녀 나가신다 (투니버스)
- Yes! 프리큐어5 (애니원) - 하데니아
- 검정고무신 (KBS) - 할머니(4기)

### 극장용 애니메이션
- X 극장판 - 카노에
- 게드전기
- 진구의 마계대모험 ~7인의마법사~ - 메두사, 다영이엄마
- 마녀 배달부 키키 - 키키의 엄마
- 모노노케 히메
- 바람계곡의 나우시카
- 신암행어사 - 마리
- 왕후 심청 - 뺑덕 어멈
- 유니코2 - 쿠쿠루쿠
- 인크레더블 2 - 대사
- 장미의 기사 티나 - 안시
- 천년여우 여우비 - 삼바바
- 추억은 방울방울 - 엄마
- 폼포코 너구리 대작전 - 오로코 할멈
- 하울의 움직이는 성 - 설리반

### 특수촬영 드라마
- 파워레인저 트레인포스 - 모르크 후작

### 외화

#### 전담배우
- 양자경
  - 007 네버다이(KBS) - 웨이 린
  - 게이샤의 추억(KBS) - 마메하
  - 신 유성호접검(KBS) - 고노대
  - 와호장룡(KBS) - 유수련
  - 태극권(KBS) - 추월

#### 드라마
- 넘버스2(SBS)
- 닥터 후(KBS) - 클리브스
- 대지의 기둥(KBS) - 엘렌 (나탈리아 보너)
- 미스트리스 - 위험한 연인들(KBS) - 샐리 (조앤 맥퀸)
- 불멸의 사나이(KBS)
- 스티븐 킹의 킹덤(KBS) - 로나(셔리 밀러)
- 스필버그의 어메이징 스토리(KBS) - 밀드레드
- 신드바드(KBS) - 여교수(닉키 아무카 버드,10화) / 티알(니콜라스 갈레아,11화)
- 칠협오의(SBS) - 두신옥
- 토치우드(KBS) - 샬롯 (마리나 베네딕트)
- 프리즌 브레이크(SBS) - 부통령 (패트리샤 웨팅)
- 삼국지(KBS) - 서서 어머니
- 닥터 퀸(KBS)
- 돌아온 판관 포청천(OBS)
- 초한지(KBS) - 궁녀
- 닥터 지마스(텔레노벨라) - 엘리자베스
- 아틀란티스 (KBS) - 예언자
- 삼총사 (KBS) - 여수도원장

#### 영화
- 007 두 번 산다 (KBS) - 머니페니(루이스 맥스웰) / 헬가(카린 도어)
- 007 죽느냐 사느냐(KBS)
- 5일의 마중(KBS) - 쑤잔(진소예)
- 7일간의 사랑(SBS)
- 800 블렛(SBS)
- A.I.(KBS) - 유모 로봇(클라라 벨라)
- X파일: 미래와의 전쟁(KBS) - 제나 캐시디(블라이드 대너) / 스티브(루카스 블랙)
- 거북이는 의외로 빨리 헤엄친다(KBS) - 에츠코 (후세 에리)
- 경마장의 비밀(SBS) - 폼피 (조니 핀토)
- 국경선(SBS) - 엘레나 (카르민 무르첼로)
- 굿모닝 맨하탄(KBS) - 마누 (수자타 쿠마)
- 굿바이(KBS) - 츠야코(요시유키 가즈코)
- 귀여운 여인(KBS) - 에드워드의 전처(전화음성) / 브리짓(옷가게 주인)(엘리너 도나휴)
- 귀향(KBS) - 아구스티나 (블랑카 포르티요)
- 길 (SBS) - 술집 여성(조바나 갈리)
- 까미유 클로델(SBS) - 로댕 부인
- 꼬마돼지 베이브(KBS)
- 꾸러기 전쟁 (KBS) - 마크의 엄마(프랜스 부샤르 라부아)
- 꿈꾸는 아프리카(SBS)
- 나쁜 여자들(SBS) - 코디 (매들린 스토우)
- 나 홀로 집에 3(SBS) - 헤스 할머니(매리언 셀데스)
- 네이키드 웨폰(SBS) - 마담 M (황패화)
- 뉴 이어스 데이(SBS) - 교장 선생님(수 존스턴)
- 닌자 거북이3(SBS)
- 다이하드(SBS) - 방송 앵커(메리 엘렌 트레이너)
- 닥터 T(KBS) - 캐롤린(셸리 롱)
- 더 콘서트(KBS) - 길렌느(미우 미우)
- 데블스 오운(SBS)
- 동행(KBS)
- 뒤죽박죽 고향방문(KBS) - 데이지(캐서린 바흐)
- 디오스(SBS) - 롤라 네바도 (빅토리아 아브릴)
- 디파티드(KBS) - 달린(트레이시 팔레오)
- 레알(SBS) - 이웃집 할머니(마거에트 콜리) / 아키아(모우사 페이예)
- 로맨싱 스톤(KBS)
- 리틀 빅 히어로(KBS)
- 리플리컨트(SBS)
- 마이티(SBS)
- 마이티 덕3(KBS)
  - 마이티 덕2(KBS) - 여기자, 테리 (리아 라일), 러스 형
- 마틴을 위한 노래(KBS) - 겔리치 박사(크리스티나 퇴른크비스트)
- 말괄량이 대소동(SBS)
- 말콤X(KBS) - 소피아 (케이트 버넌)
- 맘마 미아!(KBS) - 타냐 (크리스틴 바란스키)
- 매드맥스3(SBS) - 언티 엔티티 (티나 터너)
- 매치스틱 맨(SBS) - 캐롤린 (제니 오하라)
- 맨 인 블랙2(KBS)
- 맬리스(SBS)
- 메트로(KBS)
- 무간도2 - 혼돈의 시대(KBS) - 메리 (유가령)
- 미스터 디즈(KBS)
- 미스테리 데이트(SBS) - 톰과 크레이그의 엄마(메릴린 갠)
- 미스틱 리버(SBS)
- 미스언더스탠드(SBS) - 테리 앤 울프메이어 (조안 앨런)
- 밀리언즈(KBS) - 도로시 (데이지 도노반)
- 박사가 사랑한 수식(KBS) - 미망인 (아사오카 루리코)
- 배트맨 포에버(KBS) - 스파이스(데비 메이저) / 비서(킴블리 스콧)
- 비룡맹장(KBS) - 염홍 (엽덕한)
- 사랑할 때 버려야 할 아까운 것들(SBS) - 조이 (프란시스 맥도먼드)
- 셔터(KBS) - 나트레의 엄마(바사나 찰라콘)
- 슈퍼맨(97년 더빙판/KBS) - 이브 테쉬마처 (밸러리 페린)
- 스톰 셀(KBS) - 몰리 (트레이시 트루먼) / 에이프릴와 션의 엄마(재클린 앤 스튜어트)
- 시네마 천국(KBS) - 장년 마리아(안토넬라 아틸리)
- 시티 오브 엔젤(KBS) - 앤(로빈 바틀릿) / 수잔의 엄마(론다 닷슨) / 차안의 여자(로리 존슨)
- 식스티 세컨즈 (SBS) - 주니 할리웰(프랜시스 피셔)
- 아나스타샤(KBS) - 막심(캐서린 캐스)
- 아름다운 세상을 위하여(SBS)
- 아름다운 시절(KBS) - 베라(토베 마에스)
- 아버지의 이름으로(KBS)
- 아임 낫 스케어드(SBS) - 빡빡이
- 앱솔루트 파워(SBS) - 러셀 (주디 데이비드)
- 어벤저(SBS) - 파더 (피오나 쇼우)
- 어웨이 프롬 허(KBS) - 메리언 (올림피아 듀카키스)
- 에너미 오브 스테이트(KBS) - 레이첼(리사 보넷) / 에릭(자스카 워싱턴) / 유모(레베카 실바로)
- 에드 우드(KBS) - 뱀파이라 (리사 마리)
- 영웅본색 3(SBS) - 아걸 (매염방)
- 예수라 불리는 아이 (SBS) - 조반나(마틴 카파시)
- 오르페브르 36번가(KBS) - 이브(캐서린 퀴니우) / 로라(솔렌느 브렌스치/오로레 오떼유)
- 옥시즌(KBS)
- 울프 (KBS)
- 와일드 씽(SBS) - 글로리아 (다프네 루빈-베가)
- 요람을 흔드는 손(KBS) - 말레느 크레이븐 (줄리앤 무어)
- 위대한 유산(KBS) - 루이 (이사벨레 안데르손)
- 위험한 이웃(KBS)
- 의뢰인(SBS) - 마크 스웨인 (브래드 렌프로)
- 의문의 실종 (KBS) - 피아 (에드나 니코셰아)
- 이레이저(SBS) - 클레어 아이삭스(로마 마피아)
- 이연걸의 소림오조(SBS) - 마대인의 아들의 친구(관붕)
- 인피니트(KBS) - 개릭(리즈 카)
- 인 어 베러 월드(KBS) - 여교장(보딜 요르겐센)
- 임포스터(SBS)
- 적인걸 : 측천무후의 비밀(KBS) - 측천무후 (유가령)
- 전사의 후예(KBS)
- 제너럴(KBS) - 프란시스 (마리아 도일 케네디)
- 젤리피쉬(KBS) - 시인 (브루리아 알벡)
- 졸업(KBS) - 초대 손님(마리스 릭슨) / TV 방송 음성
- 좋은 친구들(KBS, SBS) - 캐런의 어머니 (수잔 쉐퍼드), 투디의 아내(안젤라 피에트로핀토)
- 주니어는 못말려(KBS)
- 챠이라이 미녀특공대(KBS) - 메이링 (Pomnapra Theptinnakorn)
- 취권2(SBS) - 황 부인 (매염방)
- 카틴(KBS) - 로자 (다누타 스텐카)
- 컬러 오브 나이트(KBS)
- 캣츠 앤 독스(SBS) - 스코티 (알렉산더 폴락)
- 코 끝에 걸린 사나이(SBS) - 랜지(페니 마셜)
- 콜래트럴 데미지(SBS) - 앤(린지 프로스트)
- 쿼바디스 도미네(KBS) - 악테 (말고르자타 피에친스카)
- 클리프 행어(SBS) - 크리스텔 (캐롤라인 구돌)
- 클린(SBS) - 제이 (제임스 데니스)
- 킹 오브 쏘로우 ~ 참을 수 없는 슬픔(KBS) - 샐리 챔플레인 박사 (하이디 폰 팔레스케)
- 타임 투 킬(KBS) - 에델 (브렌다 프리커) / 프레드와 빌리의 엄마(베스 그랜트)
- 터미네이터 3(SBS) - 동물 병원 손님(모이라 해리스)
- 트윈스(KBS) - 빈스의 비서(로즈마리 던스모어)
- 투명인간(KBS)
- 파니와 엘비스(SBS)
- 파코와 오초(KBS)
- 파 프롬 헤븐(KBS)
- 페어 게임(SBS)
- 페이스 오프(KBS)
- 페이싱(SBS) - 클레망스 (크리스틴 브와송)
- 프레리 홈 컴패니언(KBS)
- 하이디(KBS) - 가정 교사(마고 트루거)
- 하이랜더 2(SBS) - 브렌다(록산느 하트)
- 해리 포터와 마법사의 돌(SBS) - 말포이 (톰 펠튼)
  - 해리 포터와 비밀의 방(SBS) - 말포이 (톰 펠튼)
- 해리포터와 아즈카반의 죄수(SBS) - 액자 속 뚱보 여인
- 허드슨호크(KBS)
- 허리케인 카터(KBS)
- 호두까기 인형과 4개의 왕국 - 마더 진저(헬렌 미렌)
- 호텔 르완다(KBS) - 타티아나 (소피 오코네도)
- 황비홍3(KBS) - 자휘태후
- 위험한 도박(KBS)
- 스티븐 킹의 토미노커스(KBS)
- 어느 이혼녀의 고백(KBS)
- 제8요일(SBS)
- 위대한 탄생(KBS)
- 변신전사 트랜스 토디

### 게임
- 에이지 오브 미솔로지 - 레지늘레이프
- 은하자양강장 무타쥬스 - 부장, 햐니
- 디아블로3 - 아드리아
- 도타2 - 죽음의 예언자